# یاماموتو، میاگی
یاماموتو، میاگی (به لاتین: Yamamoto, Miyagi) یک منطقهٔ مسکونی در ژاپن است که در استان میاگی واقع شده‌است. یاماموتو ۶۴٫۸ کیلومترمربع مساحت و ۱۲٬۸۵۷ نفر جمعیت دارد.